# Cystenieren (kat)

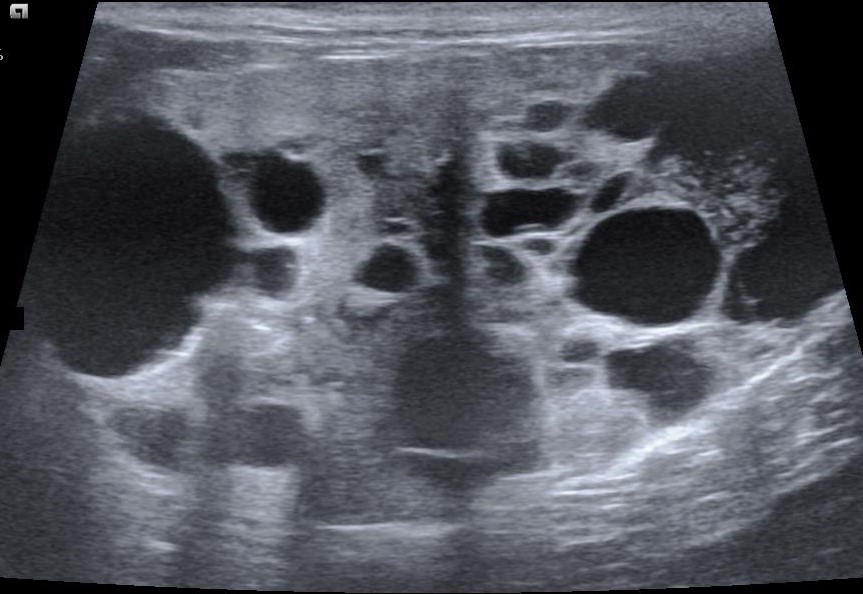
Echografisch beeld van een PKD nier bij een 13-jarige Perzische kat

Cystenieren of PKD (polycystic kidney disease) is een autosomaal dominant erfelijke aandoening die voorkomt bij de gedomesticeerde kat.

## Incidentie
PKD is de meest voorkomende erfelijke aandoening bij de kat. Het probleem komt voornamelijk voor bij Perzen en zijn dochterras Exotic en bij kattenrassen waar perzen zijn ingefokt maar komt ook voor bij rasloze dieren en andere kattenrassen. Rond 38% van alle perzen en 6% van de totale kattenpopulatie is aangedaan.

## Etiologie
PKD of ADPKD (Autosomal dominant polycystic kidney disease) wordt bij katten door een mutatie in het PKD1 gen veroorzaakt. De oorsprong van de ziekte ligt bij de perzen, mede door hun populariteit en het infokken van perzen in diverse andere kattenrassen is het een veel voorkomende aandoening geworden. Een correlatie tussen vachtkleuren, het voorkomen van PKD en progressieve retina-atrofie werd wetenschappelijk niet aangetoond. Er zijn aanwijzingen, dat buiten de PKD1 mutatie, nog andere mutaties bestaan, die PKD bij de kat veroorzaken.

## Symptomen
Op jonge leeftijd blijven symptomen meestal uit. De ziekte zal na verloop van tijd bij het volwassen dier tot chronische nierinsufficientie (CNI) leiden. Katten ontwikkelen dan ook de typische symptomen van een chronische nierinsufficientie: gewichtsverlies,  slechte algemene conditie, polyurie en polydipsie. Naast cysten in de nier kunnen ook cysten in de lever (6% van de PKD positieve katten) en het pancreas ontstaan.

## Diagnose
Er zijn twee mogelijkheden om PKD te diagnosticeren. 
- Er is een DNA-test beschikbaar, die de PKD1 mutatie kan opsporen. Deze test werd door Leslie Lyons ontwikkeld.[7] Deze test is ook in Nederland en België beschikbaar. Deze test is niet geschikt om andere, dan door de PKD1 mutatie veroorzaakte, vormen van PKD te detecteren.
- Echografisch onderzoek kan reeds op jonge leeftijd (7 weken) PKD positief bevestigen. Op een leeftijd van 36 weken kan het onderzoek 91% van de katten, die PKD zullen ontwikkelen, detecteren.[8]

## Behandeling
Tot op heden is er geen specifieke behandeling voor PKD en is de behandeling louter symptomatisch.

## Preventie
De hoge prevalentie van de ziekte kan enkel door gerichte fokprogramma's uit de raskattenpopulaties verdwijnen. Hiervoor is het nodig, dat dieren voordat ermee gefokt wordt preventief getest worden en enkel indien vrij van het probleem in de fokkerij worden ingezet.